# Scelolyperus phoxus
Scelolyperus phoxus es una especie de insecto coleóptero de la familia Chrysomelidae.
Fue descrita científicamente en 1965 por Wilcox.